# 사이드킥 (애니메이션)
《사이드킥》(Sidekick)은 캐나다의 텔레비전 애니메이션이다. 캐나다에서는 2010년 9월 3일에 방영을 시작해서 2013년 9월 14일에 종영을 했다. 대한민국에서는 카툰네트워크에서 2011~12년에 방송을 했으며, 투니버스에서 2016년 11월 10일부터 12월 22일까지 총 14화를 방영했다.

## 내용
에릭, 트레버, 바나, 키티 4명이 사고뭉치 중의 사고뭉치, '사이드킥'이 되기 위해 벌어지는 사건들이 주 내용이다.

## 등장 인물
왼쪽은 캐나다, 오른쪽은 한국판 성우이다.

### 주역
- 에릭 니들스(Eric Needles)
  - 성우: 미클로스 펄루스/김지율
- 트레버 트러블미어(Trevor Troublemeyer)
  - 성우: 크리스티안 포텐자/김신우
- 키티 코(Kitty Ko)
  - 성우: 데니세 올리버/정유정
- 바나 글래마(Vana Glama)
  - 성우: 스테파니 앤 밀스/김가령
- 맥섬 브레인(Maxum Brain)
  - 성우: 토니 데니스/김정훈
- 맥섬 맨(Maxum Man)
  - 성우: 론 파르도/권성혁

### 조연
- 골리 지 키드(Golly Gee Kid)
  - 성우: 론 페더슨/이수진
- 팸플무스 교수(Professor Pamplemoose)
  - 성우: 패트릭 맥케나/손수호
- 마스터 삭스(Master XOX)/마르틴 트러블미어(Martin Troublemeyer)
  - 성우: 스코트 맥코드(트러블마이어의 아버지 일 때), 론 루빈(XOX일 때)/김명준
- 맨디 스트럭션(Mandy Struction)
  - 성우: 스테이시 디패스/미정

## 한국판 방영 목록
| 회차 | 제목                                          | 방송 일자        |
| ---- | --------------------------------------------- | ---------------- |
| 1화  |                                               | 2016년 11월 10일 |
| 2화  |                                               | 2016년 11월 10일 |
| 3화  |                                               | 2016년 11월 17일 |
| 4화  |                                               | 2016년 11월 17일 |
| 5화  | 새로운 교환학생맥섬맨의 비밀 요새             | 2016년 11월 24일 |
| 6화  | 자리싸움에릭의 비밀                           | 2016년 11월 24일 |
| 7화  | 악몽의 집최고의 사진을 위하여                 | 2016년 12월 1일  |
| 8화  | 화려한 인생영웅, 트레버                       | 2016년 12월 1일  |
| 9화  | 에릭과 트레버의 시간 여행트레버의 새로운 능력 | 2016년 12월 8일  |
| 10화 | 서명을 찾아서사이드킥 데이                    | 2016년 12월 8일  |
| 11화 | 세계 최초의 악당사이드봇의 등장               | 2016년 12월 15일 |
| 12화 | 아기 돌보기는 어려워우리, 친구하게 해 주세요  | 2016년 12월 15일 |
| 13화 | 사이드킥 사이드쇼내가 맥섬맨!                 | 2016년 12월 22일 |
| 14화 | 나도 수퍼 영웅이 될래내가 최고의 요리사       | 2016년 12월 22일 |